# Butterfly Flip
Butterfly Flip (smeknamn Flippan), född 1991 i Rottneros, död 9 februari 2021, var en berömd hopphäst (sto) som reds av Malin Baryard-Johnsson. Tillsammans har de meriter som EM-silver i lag, VM-silver i lag, guldmedalj i Världscupen i Genève samt en tredjeplats i Världscupfinalen i Las Vegas. År 2003 blev Butterfly Flip och Malin Baryard etta på världsrankingen över bästa ekipage med 1224 poäng.
Butterfly Flip föddes 1991 hos Kristina Larsson i Rottneros. År 1995 korades hon till bästa 4-åring i hoppning på Swede Horse i Jönköping med högsta poäng i ridbarhet. Butterfly Flip blev då Malin Baryards förstahäst, sponsrades av H&M och kallades därför "H&M Butterfly Flip". I april 2008 hoppade Butterfly Flip sin sista världscuptävling, på Scandinavium i Göteborg.

## Avkommor
- Flip's Little Sparrow (sto fött 2006), mörkbrun, Svenskt varmblod, e:Cardento, tävlas av Stephanie Holmén.
- Flip's Fairytale (sto fött 2009), mörkbrun, Svenskt varmblod, e: Click And Cash
- Flip's Angel Eye (sto fött 2010), fux, e: Cartier
- Ninja Flip Z (sto fött 2012), fux, e: Nabab De Reve
- Vigo's Flip de Muze Z (sto fött 2012), fux, e: Vigo D'Arsouilles
- Naughty Flip de Muze Z (sto fött 2012), brun, e: Norton D'Eole
- Jasmine (sto fött 2013), mörkbrun, Holländskt varmblod, e: Numero Uno[3]